# Каталог Цвіккі
Катало́г Цві́ккі (англ. Catalogue of galaxies and of clusters of galaxies — CGCG) — каталог галактик та скупчень галактик, опублікований Фріцом Цвіккі разом зі своїми колегами в 1961-68 рр. (у шести томах). Каталог містить 31 350 галактик та 9700 скупчень галактик, визначених на основі фотографування неба, виконаного в Паломарській обсерваторії.
У цьому каталозі вперше було проведено класифікацію скупчень галактик на компактні, помірно-компактні й відкриті, яка застосовується й досі. 1992 року було опубліковано перелік виправлень до каталогу галактик, 1995 року каталог включено до бази даних SIMBAD (в електронному вигляді), а 1996 року видано другу (виправлену) версію в електронному вигляді. Її поділено поділено на дві частини: перша, з ідентифікаторами Z (або ZwG) — для галактик, та друга (з ідентифікаторами ZwCl) — для скупчень галактик.

## Цікавий факт
Пізніше Цвіккі започаткував (у приватному листуванні) каталог вибраних компактних та пост-еруптивних галактик (CGPG), відомий у середовищі астрономів під назвою «Червона книга» (англ. the «Red Book»). Його було видано 1971 року. Оскільки Цвіккі був основним автором обох каталогів, їх іноді плутають між собою.